# Torneo de verano
Torneo de verano es el nombre popular que se aplica, genéricamente, a los distintos torneos amistosos de fútbol que se disputan en los meses de julio, agosto y septiembre, antes del inicio de la temporada. Este tipo de campeonatos son muy típicos en el fútbol español, donde algunos torneos tienen más de 60 años de historia. Hasta los años 1990, los tres grandes torneos españoles (Teresa Herrera, Carranza y Colombino) eran el principal acontecimiento deportivo de la pretemporada para los clubes y los aficionados españoles, despertando igualmente una gran expectación mundial. Con la llegada del siglo XXI, paulatinamente los torneos españoles fueron perdiendo su repercusión, al ofrecer mayores réditos económicos para los clubes españoles y europeos otros torneos veraniegos internacionales, como la International Champions Cup.